# سیمز ۲: آپارتمان‌نشینی
سیمز ۲: آپارتمان نشینی (به انگلیسی: The Sims 2: Apartment Life) عنوان هشتمین و آخرین بسته الحاقی برای بازی ویدئویی شبیه‌سازی زندگی سیمز ۲، و پس از سیمز ۲: وقت آزاد است. این بازی در تاریخ ۲۵ اوت ۲۰۰۸، توسط الکترونیک آرتس برای مایکروسافت ویندوز عرضه شده و سازنده آن ویسرال گیمز است.